# Parafia Matki Bożej Łaskawej w Toruniu
Parafia Matki Bożej Łaskawej w Toruniu – parafia rzymskokatolicka w diecezji toruńskiej, w dekanacie Toruń IV, z siedzibą w Toruniu.
Parafia została erygowana 8 grudnia 1984 roku. Jej teren został wydzielony z parafii pw. Opatrzności Bożej na Rudaku. Nabożeństwa odbywały się w salce wybudowanej w październiku 1983 roku. Pierwszym proboszczem parafii został ks. Leon Ulatowski. W tym samym roku rozpoczęto budowę kościoła. W 1985 roku odbyło się pierwsze nabożeństwo w nowej świątyni. 27 sierpnia 2010 roku parafia otrzymała drugiego patrona, św. Josemaria Escriva de Balaguera. Po śmierci ks. Leona Ulatowskiego w 2013 roku kolejnymi proboszczami parafii byli ks. dr Mariusz Stasiak (2013–2019) i ks. Leszek Stefański (od 2019).

## Odpust
- Matki Bożej Łaskawej – niedziela po drugiej sobocie maja[4]
- św. Josemarii Escrivy de Balaguera – 26 czerwca ipsa die[4]

## Obszar
Ulice na obszarze parafii:

### Toruń
- Bratnia
- Cienista
- Familijna
- Gajowa
- Gardzielewskiego
- Iglasta
- Kolejowa
- Lipnowska 57-87; 130-142
- Łódzka 177-185; 244-248
- Mała
- Matysiaków
- Miodowa
- Nasza
- Przy Torze
- Pszczelna
- Radosna
- Relaksowa
- Romantyczna
- Służewska
- Solankowa
- Spacerowa
- Ustronna
- Wiśniowa
- Włocławska 179-325
- Wypoczynkowa
- Zdrojowa

### Brzoza Toruńska
- Ciechocińska
- Krótka
- Leśna
- Łódzka 2-20
- Wędkarska